# Melaneremus larnacoides
Melaneremus larnacoides är en insektsart som beskrevs av Heinrich Hugo Karny 1937. Melaneremus larnacoides ingår i släktet Melaneremus och familjen Gryllacrididae. Inga underarter finns listade i Catalogue of Life.